# 알렉산더 광장

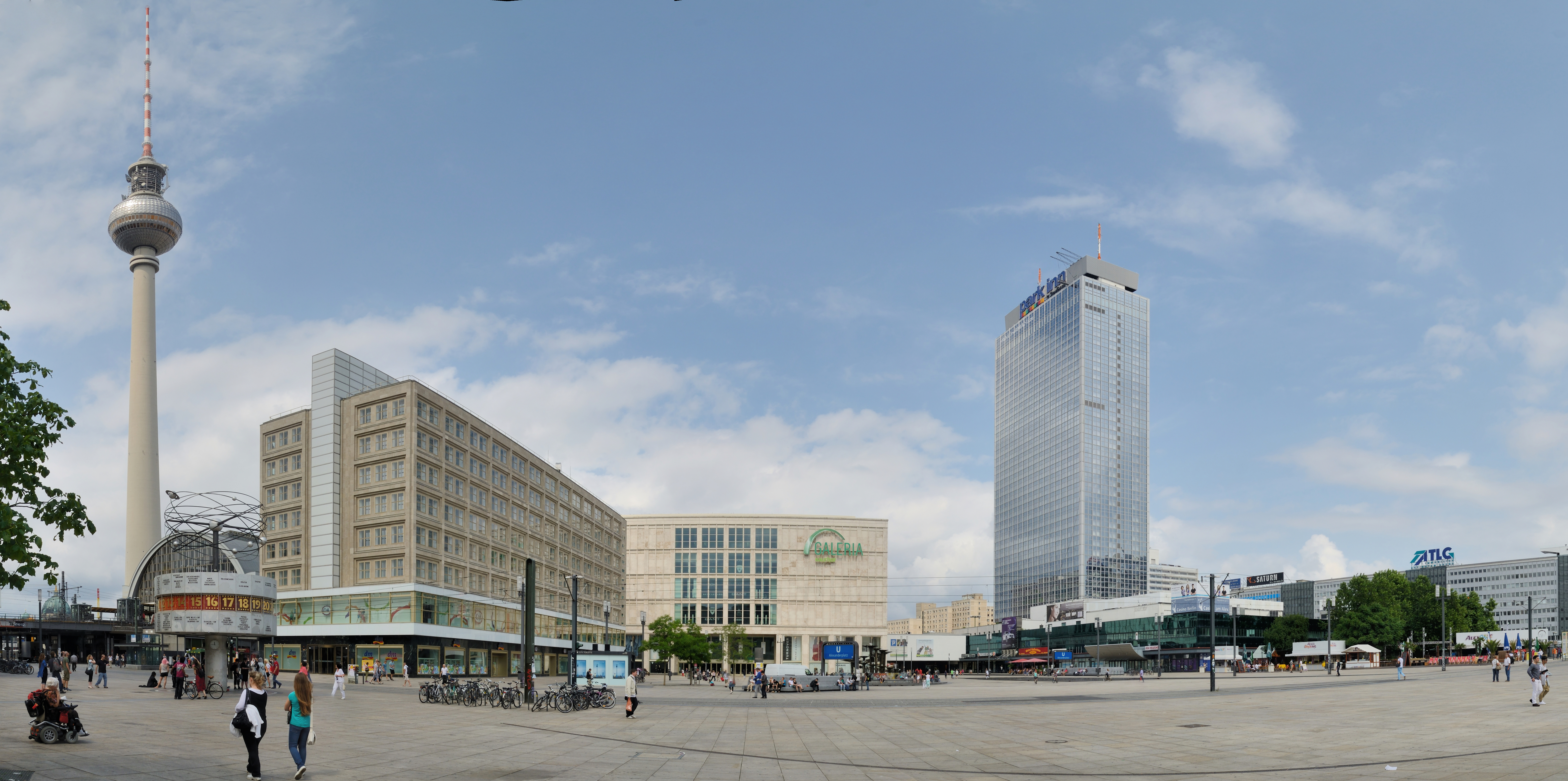
알렉산더 광장

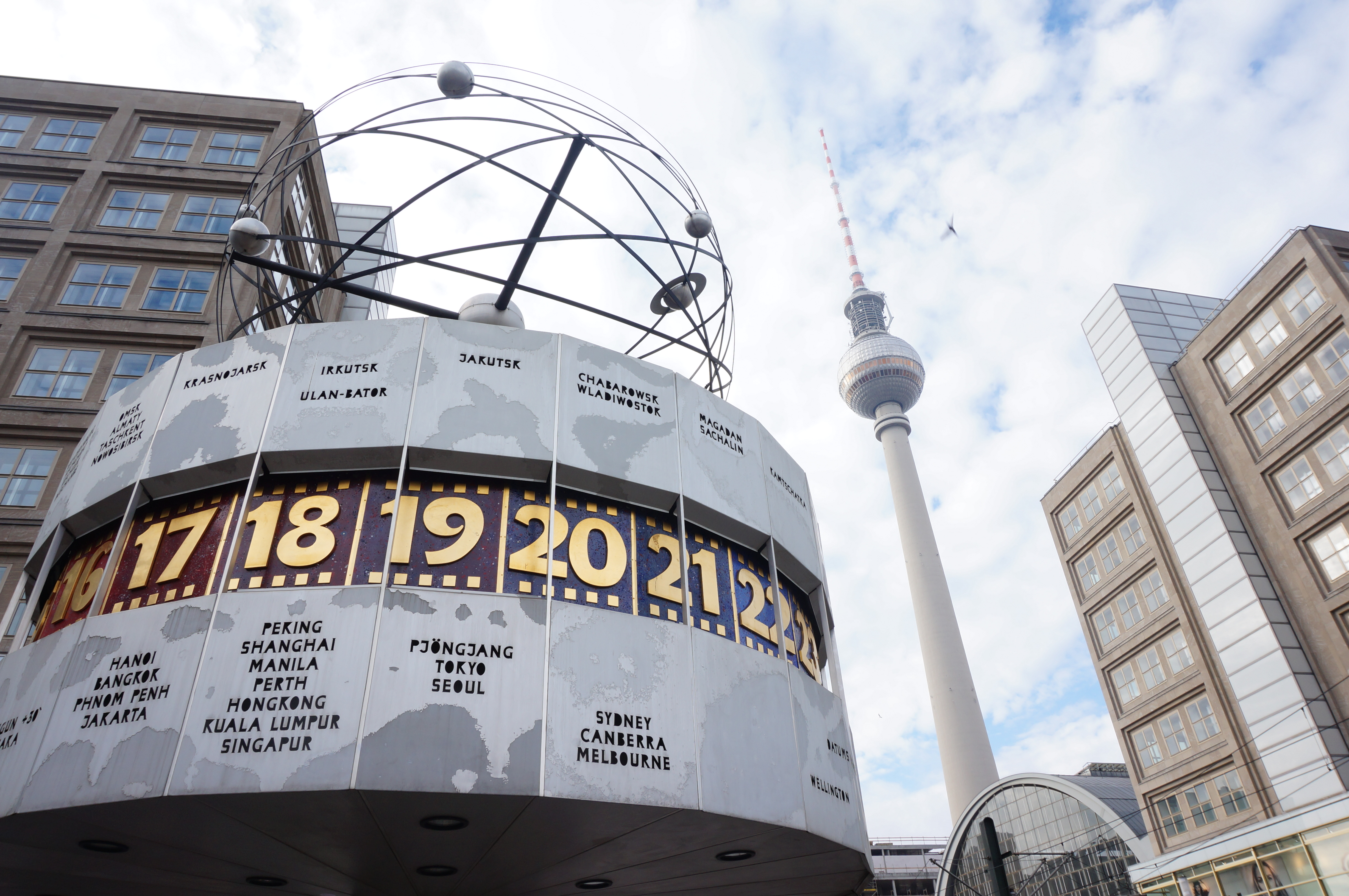
Alexander Platz

알렉산더 광장(Alexanderplatz)은 독일 베를린 미테 지역에 위치한 광장이다. 교통의 요충지로 근처에 베를린 성당과 붉은 시청이 있으며, 슈프레강이 흐르고 있다.